# Dufourea latifrons
Dufourea latifrons är en biart som beskrevs av Timberlake 1939. Dufourea latifrons ingår i släktet solbin, och familjen vägbin. Inga underarter finns listade i Catalogue of Life.